# Leptotarsus (Longurio) zeylanicus
Leptotarsus (Longurio) zeylanicus is een tweevleugelige uit de familie langpootmuggen (Tipulidae). De soort komt voor in het Oriëntaals gebied.